# Три неотправленных письма
«Три неотправленных письма» (яп. 配達されない三通の手紙, хайтацу сарэнай санцу но тэгами; англ. The Three Undelivered Letters, — японский детективный фильм режиссёра Ёситаро Номуры по роману Эллери Куина «Опасный город».

## Сюжет
Семья Карасава — одна из самых уважаемых в городе Хаги. Господин Мицумаса Карасава занимает пост директора городского банка, его жена — хорошая, гостеприимная хозяйка, дочери Рэйко, Норико и Кэйко — славятся красотой и благовоспитанностью. Но нет радости и покоя в стенах их дома. Вот уже три года пребывает в печали Норико. Тогда, накануне свадьбы, при загадочных обстоятельствах исчез её жених Тосиюки Фудзимура, человек, которого она любила и всё ещё ждёт.
И вот однажды он появляется в доме своей бывшей невесты. Норико, невзирая на запреты семьи, принимает его, даже не требуя объяснений. К девушке возвращается былая жизнерадостность, и вскоре празднуется свадьба. Но недолгим оказалось их счастье.
Спустя несколько месяцев к Фудзимуре приезжает сестра — Томико — и остаётся жить в доме молодожёнов. Как-то, убираясь в комнате мужа, Норико находит в одной из книг три письма. Все они написаны Фудзимурой и адресованы его сестре. Их содержание приводит в смятение не только Норико, но Кэйко и кузена Роберта из Америки, гостившего у своих родственников. Первое письмо, датированное ещё не наступившим 11-м августа, извещает о том, что жена Фудзимуры внезапно заболела. Во втором, от 20 августа, говорится, что она в критическом положении. А в третьем, от 1 сентября, сообщается о её смерти...
Роберт и Кэйко подозревают Фудзимуру в готовящемся убийстве. Наступает 11 августа — и за обедом Норико вдруг становится плохо. По всем признакам — серьёзное отравление. 20 августа. В кофе, выпитом больной обнаруживают в небольшой дозе мышьяк, но спасает вовремя принятое противоядие. И наконец, 1 сентября — день рождения Фудзимуры. За праздничным столом опьяневшая Томико выхватывает у Норико бокал с виски, выпивает — и падает замертво.
Вызванная полиция, узнав о трёх неотправленных письмах, арестовывает Фудзимуру. А тем временем Кэйко и Роберт ведут собственное расследование, в результате которого выясняется, что Томико — не сестра, а любовница Фудзимуры. Норико же, догадавшаяся об этом первой, решилась на убийство, придумав хитроумный способ отвести от себя подозрение.
Но вскоре Норико неожиданно умирает от аборта. Фудзимуре разрешают присутствовать на её похоронах. И вот в день похорон у дверей тюрьмы его ждёт машина. Улучив момент, Фудзимура делает к ней отчаянный прыжок, и через минуту машина уже мчится по улице к обрыву над морем — навстречу смерти...
Пройдёт время, прежде чем все узнают правду. Фудзимура решил уберечь Норико от позора за совершённое ею убийство и взял вину на себя. Но и сам предпочёл смерть — избавление, в котором ему помогла его настоящая сестра, Михоко.

## В ролях
- Син Сабури — Мицумаса Карасава
- Нобуко Отова — Сумиэ, жена Мицумасы
- Комаки Курихара — Норико Карасава
- Кэйко Мацудзака — Томоко
- Аи Кандзаки — Кэйко Карасава
- Маюми Огава — Рэйко Карасава
- Такао Катаока — Тосиюки Фудзимура
- Рю Хикимэ — Боб
- Цунэхико Ватасэ — Минэгиси
- Кэйко Такэсита — Михоко Окава
- Эйтаро Одзава — доктор Усияма

## Премьеры
- — 6 октября 1979 года состоялась национальная премьера фильма в Токио[1].
- — премьера в США 5 декабря 1980 года в Нью-Йорке[1].
- — фильм демонстрировался в советском кинопрокате с ноября 1983 года[комм. 1][2].

## Награды и номинации
Премия Японской киноакадемии
- 4-я церемония вручения премии (1980)[3]

Выиграны:
- Премия за лучшую женскую роль второго плана — Маюми Огава (совместно с фильмом «Месть за мной»)

Номинации в категориях:
- за лучшую женскую роль — Кэйко Мацудзака
- за лучший сценарий — Канэто Синдо (выдвигался за работу над двумя киносценариями, в том числе за сценарий фильма «Удушение»)
- за лучшую операторскую работу — Такаси Кавамата
- за лучшую операторскую работу — Кодзо Окадзаки (в титрах фильма не упомянут)
- за лучшее освещение
- за лучший саундтрек — Ясуси Акутагава (в том числе за музыку к фильму «Нитирэн»)

## Комментарии
1. ↑  В советском прокате фильм демонстрировался с ноября 1983 года, р/у Госкино СССР № 1903783 — опубликовано: «Аннотированный каталог фильмов, выпущенных в 1983 году». М.:В/О «Союзинформкино» Госкино СССР, 1984. С.98